# Chlorospingus pileatus
Chlorospingus pileatus là một loài chim trong họ Emberizidae.